# Кострово (Московская область)
Кострово — посёлок городского типа в городском округе Истра Московской области России. Население — 2540 чел. (2024).
Посёлок городского типа расположен на левом берегу реки Малой Истры, в 12 км западнее города Истры, в 53 км от МКАД по Новорижскому шоссе.
Впервые Кострово упоминается в 1578 году. В 1994—2006 годах — центр Костровского сельского округа, с 2006 по 2017 год — административный центр сельского поселения Костровское Истринского района.
В июне-июле 2018 года в Кострово, в отеле «Хилтон Гарден Инн», находился базовый лагерь чемпионов мира по футболу — сборной Франции.

## Население
| 1852 | 1859 | 1890 | 1899 | 1926 | 2002  | 2006  | 2010  | 2016  |
| ---- | ---- | ---- | ---- | ---- | ----- | ----- | ----- | ----- |
| 9    | ↗91  | ↘85  | ↗87  | ↗105 | ↗2584 | ↗2600 | ↘2525 | ↘2388 |